# Салик, Шапла
Фарзана Салик (бенг. ফরজানা সালিক), наиболее известна как, Шапла Салик (бенг. শাপলা সালিক) — британская певица бангладешского происхождения, проживающая в Лондоне.

## Ранняя жизнь
Родилась в Бангладеш и выросла в Тайпере, Балагандже, в районе Силхета, где она часто наблюдала за тем, что делают её папа, дедушка и дядя. Они были известными певцами в Силхете. Её дедушка Азфар Али был увлечён музыкой и передал это влечение своей семье. Её брат Уччалл играет на табле.
В феврале 1970 года отец Салик, Абдус Салик (род. в 1952), перебрался в Великобританию. В 1981 году в возрасте пяти лет Салик перебралась в Великобританию к своему отцу. Туда она перебралась вместе со своей матерью, Хасной Салик, и двумя братьями, Уччаллом (род в 1973) и Щочаллом (род. в 1978). Они поселились в районе Лондона Ист-Энд, где Салик продолжила своё воспитание. Её отец первоначально работал официантом, а затем открыл мастерскую по пошиву, перед тем как открыть свой собственный ресторан.
Окончила Raine's Foundation School и имеет степени по музыке, искусству и по английскому языку. Поступила в Лидский университет, где изучала музыку и начала свою певческую карьеру.

## Карьера

### Ранняя карьера
Петь и выступать начала в возрасте трёх лет. В 1985 году становится вокалисткой первой британско-бангладешской группы Dishari Shilpi Gosthi, созданной в 1979 году её отцом и базировавшейся в районе Лондона Шоудвелле.
Группа специализировалась на народных песнях и по сочинениям Кази Назрул Ислама. Участвовала в записи многочисленных альбомов Dishari и появлялась на различных телепередачах, а также выступала в Великобритании и за рубежом на протяжении 1980-х и 1990-х годов. В частности выступила на концертной площадке Royal Albert Hall при поддержке организации Save the Children.
В 1996 году выпустила песню на бенгальском языке «Ziola», выпущенную в Великобритании на лейбле Journeys. Ремикс на эту песню сделал Джадж Джулс для своего альбома Dance Wars. Вслед за этим последовали два сольных альбома; Siyono na Siyona (1997), выдержанный в жанре фолка на бенгальском языке и хинди-поп-альбом Lai Lai, спродюсированный Баппи Лахири.
Салик выступила в таких телепередачах как, Eastern Eye, Breaking Through и Flame in My Heart.

### 2013 — настоящее
В январе 2013 года Салик выступила в Hackney Empire. В феврале того же года она дала интервью Джумоку Фашоле для BBC London 94.9. В том же месяце она выступила в Саут-Банк и в Здании Парламента, благодаря промоутеру Oitij-jo.
Является певцом, автором песен и клавишником (фисгармония) своей джаз-фьюжн-фолк группы. Другими музыкантами группы являются Алок Верма (табла и перкуссия), Дион Палумбо (акустическая гитара), Клер Хирст (саксофон), Оли Хейхерст (бас-гитара/контрабас) и Алекс Рикарди (ударные).
В марте 2013 года Салик выступила на Rich Mix Cultural Foundation в Лондоне вместе со своей группой в рамках BanglaFest. В июне того же года она вместе со своей группой выступила на Wilton's Music Hall. В июне выступила со своим составом в Здании Парламента в рамках организации TEDx. В ноябре выступила на церемонии The British Curry Awards.
В апреле 2016 года Салик выпустила альбом No Boundaries и дала концерты на таких площадках, как Wilton's Music Hall, Grand Music Hall и Southbank Centre, Royal Albert Hall, Hammersmith Apollo, Royal Ascot и Barbican Centre. Работала над материалом для своего альбома, выход которого был запланирован на осень 2015 года.
Салик была под влиянием музыки Востока и Запада и включает в себя поэтические мелодии. Она известна своим уникальным душевным голосом и сильным вокалом. Её музыкальный стиль представляет собой помесь бенгальского фолка, в сочетании с джазом, попом, фанком и соулом.
В апреле 2016 года вышел третий альбом Салик No Boundaries, презентация которого состоялась в Wilton's Music Hall, вслед за которым последовал концерт в Southbank Centre.

## Личная жизнь
В 2003 году Салик вышла замуж и перебралась в Бирмингем. В 2015 году развелась и повторно вышла замуж.

## Дискография

### Aльбомы
| Название | История релиза                                       | Позиции в чартах | Сертификации |                                                      |  |
| -------- | ---------------------------------------------------- | ---------------- | ------------ | ---------------------------------------------------- |  |
| Название | История релиза                                       | Siyono na Siyona | Сертификации | - Выпущен: 1997 - Лейбл: MIY Publishing - Формат: CD |  |
| Lai Lai  | - Выпущен: 2002 - Лейбл: MIY Publishing - Формат: CD |                  |              |                                                      |  |